# La banda le hace a Ud. caer en cuenta que...
La banda le hace a Ud. caer en cuenta que... Pista número 9 del álbum En el maravilloso mundo de Ingesón, último LP perteneciente a la banda Bogotána The Speakers. Es una canción compuesta por el italianoRoberto Fiorilli y grabada en los "Estudios Ingeson" de Manuel Drezner en 1968.